# Julia Fiedorczuk
Julia Fiedorczuk är en polsk poet, översättare och litteraturforskare samt ekopoesins viktigaste företrädare i Polen. Hon är född 1975 i Warszawa där hon fortfarande är bosatt.

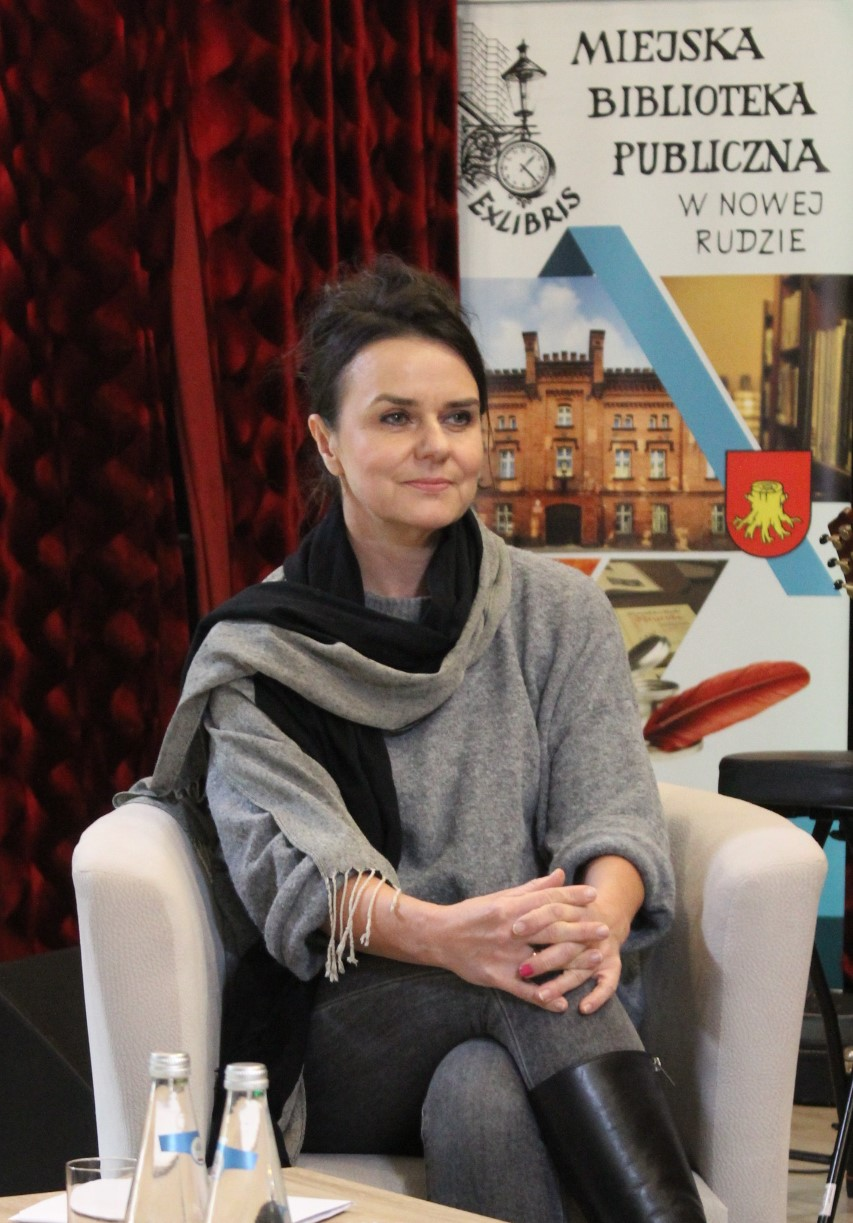
Julia Fiedorczuk

## Författarskap
Julia Fiedorczuk är fil dr och undervisar i amerikansk litteratur, litteraturteori och engelska vid Warszawas universitet. Hon har gett ut fem diktsamlingar, två novellsamlingar, två romaner och en essäbok, dessutom boken Ekopoetyka/Ecopoética tillsammans med den mexikanske poeten och översättaren Gerardo Beltrán. På svenska finns en samling av hennes dikter i urval, Syre, i översättning av Irena Grönberg (2017). Hon finns även representerad i antologin Jag i första och sista person (2008). Fiedorczuk själv har översatt engelskspråkig litteratur till polska, bland annat John Ashberys essäsamling Other Traditions, liksom texter av Wallace Stevens, Forrest Gander och Laurie Anderson.
Förutom till svenska är Julia Fiedorczuks poesi översatt till engelska, spanska, tyska, slovenska, tjeckiska, kymriska och japanska.
Hennes debutbok Listopad nad Narwią (November vid Narew) belönades med polska förläggarföreningens pris, och för dikter publicerade i tysk översättning i tidskriften Manuskripte (2005) tilldelades hon det tyska Hubert Burda-priset. Hennes roman Nieważkość (Viktlöshet) var 2016 nominerad till Polens största litteraturpris Nikepriset. 2018 tilldelades Fiedorczuk ett av Polens viktigaste poesipris, Wisława Szymborskapriset, för diktsamlingen Psalmy (Psalmer)
Vissa polska kritiker har jämfört Fiedorczuk med nobelpristagaren Wisława Szymborska. Likheterna skulle ligga i det kyliga, ironiska uttryckssättet och hennes sätt att identifiera sig med andra levande varelser, inte bara människor. Hennes svenska översättare Irena Grönberg ger i efterordet till diktboken Syre en annan bild: ”Fiedorczuks ömsinta och sinnliga dikter sjuder av livsglädje, färger och klanger”. Hur som helst är olika kritiker överens om att författaren genom sin identifikation med till exempel fiskar, skalbaggar och spindlar står för en icke-antropocentrisk syn på världen. Även hennes koppling till ekofeminismen är tydlig.
I debutdiktsamlingen Listopad nad Narwią spelar fiskar en viktig roll. De representerar ett slags intuitiv vishet. Andra motiv är resor, längtan och samhörighet med både en kärlekspartner och andra levande varelser. I senare diktsamlingar blir tematiken mer kosmisk och skildrar parallella världar i både mikro- och makroperspektiv. I samlingen Tlen (Syre) möter läsaren å ena sidan ”den stora världssjälen”, ljusexplosioner, världsalltets enorma orgel, å andra sidan mikroorganismerna i komposten, neutriner och det livgivande hemoglobinet. I novellsamlingen Poranek Marii (Marias morgon) och romanen Biała Ofelia (Den vita Ofelia) finns berättelser om kvinnor som lever i olikhet och främlingskap. Kritikern Justyna Sobolewska framhöll i sin recension av den senare boken att Fiedorczuk har ett enastående sätt att skriva om dels naturen, dels smärta och sexuellt våld. Båda 
dessa motiv återfinns i titelnovellen vars huvudperson är ett före detta våldtäktsoffer som bor i en skog.
2017 utkom Psalmy (Psalmer), en diktsvit med utgångspunkt i bibelboken Psaltaren. Boken belönades med Wisława Szymborskapriset. Enligt kritikern Jacek Gutorow blandar poeten här biblisk poetik med modernt vetenskaps- och massmediespråk i ett försök att återge orden deras grundläggande mening, eftersom hon menar att den politiska, ekonomiska och ekologiska krisen hör nära ihop med språkets kris.

### På svenska
3 dikter i Irena Grönbergs översättning i antologin Jag i första och sista person: 20 polska kvinnliga poeter (Stockholm: Tranan, 2008). Redaktörer: Irena Grönberg och Stefan Ingvarsson. ISBN 978-91-85133-86-4 (inb)
Syre (Stockholm: Bokförlaget Lejd, 2017). Översättning: Irena Grönberg. ISBN 978-91-85725-41-0

### På polska

#### Poesi
Listopad nad Narwią [November vid Narew], (Legnica, 2000).
Bio [Liv], (Wrocław, 2004).
Planeta rzeczy zagubionych [De borttappade tingens planet], (Wrocław, 2006).
Tlen [Syre], (Wrocław, 2009).
tuż-tuż [Här intill], (Wrocław, 2012)
Psalmy [Psalmer], (Wrocław 2017).

#### Prosa
Poranek Marii i inne opowiadania, [Marias morgon och andra berättelser], (Wrocław, 2010.) 
Biała Ofelia [Den vita Ofelia], (Wrocław, 2011).
Nieważkość [Viktlöshet], (Warszawa, 2015)
Bliskie kraje [Nära länder], (Warszawa, 2016).

#### Essäer och litteraturvetenskap
Złożoność nie jest zbrodnią. Szkice o amerykańskiej poezji modernistycznej i postmodernistycznej [Komplikation är inget brott. Skisser om amerikansk modernistisk och postmodernistisk poesi, (Warszawa, 2015) 
Ekopoetyka (tillsammans med Gerardo Beltrán, (Warszawa, 2015)
Cyborg w ogrodzie [En cyborg i trädgården], (Gdańsk, 2015)